# Allogaussia macrophthalma
Allogaussia macrophthalma is een vlokreeftensoort uit de familie van de Lysianassidae. De wetenschappelijke naam van de soort is voor het eerst geldig gepubliceerd in 1962 door Birstein & M. Vinogradov.